# Kip Miller
Kip Charles Miller, född 11 juni 1969, är en amerikansk före detta professionell ishockeyspelare. Han tillbringade tolv säsonger i den nordamerikanska ishockeyligan National Hockey League (NHL), där han spelade för ishockeyorganisationerna Quebec Nordiques, Minnesota North Stars, San Jose Sharks, New York Islanders, Chicago Blackhawks, Pittsburgh Penguins, Mighty Ducks of Anaheim och Washington Capitals. Han producerade 239 poäng (74 mål och 165 assists) samt drog på sig 105 utvisningsminuter på 449 grundspelsmatcher. Miller spelade också på lägre nivåer för Halifax Citadels, Grand Rapids Griffins och Chicago Wolves i American Hockey League (AHL), Kalamazoo Wings, Kansas City Blades, Denver Grizzlies, Indianapolis Ice, Utah Grizzlies, Chicago Wolves och Grand Rapids Griffins i International Hockey League (IHL) och Michigan State Spartans (Michigan State University) i National Collegiate Athletic Association (NCAA).
Han draftades i fjärde rundan i 1987 års draft av Quebec Nordiques som 72:a spelaren totalt.
Miller är bror till de före detta ishockeyspelarna Kelly Miller och Kevin Miller och kusin till ishockeyspelarna Drew Miller (Detroit Red Wings) och Ryan Miller (Vancouver Canucks) som alla har spelat alternativt spelar i NHL.

## Statistik
| 1984–1985   | Compuware Ambassadors   | MNHL        | 65  | 69  | 63  | 132 | —   | —  | —  | —  | —  | —  |
| 1985–1986   | Compuware Ambassadors   | GLJHL       | 30  | 25  | 28  | 53  | —   | —  | —  | —  | —  | —  |
| 1986–1987   | Michigan State Spartans | NCAA        | 45  | 22  | 20  | 42  | 94  | —  | —  | —  | —  | —  |
| 1987–1988   | Michigan State Spartans | NCAA        | 39  | 16  | 25  | 41  | 51  | —  | —  | —  | —  | —  |
| 1988–1989   | Michigan State Spartans | NCAA        | 47  | 32  | 45  | 77  | 94  | —  | —  | —  | —  | —  |
| 1989–1990   | Michigan State Spartans | NCAA        | 45  | 48  | 53  | 101 | 60  | —  | —  | —  | —  | —  |
| 1990–1991   | Quebec Nordiques        | NHL         | 13  | 4   | 3   | 7   | 7   | —  | —  | —  | —  | —  |
|             | Halifax Citadels        | AHL         | 66  | 36  | 33  | 69  | 40  | —  | —  | —  | —  | —  |
| 1991–1992   | Quebec Nordiques        | NHL         | 36  | 5   | 10  | 15  | 12  | —  | —  | —  | —  | —  |
|             | Halifax Citadels        | AHL         | 24  | 9   | 17  | 26  | 8   | —  | —  | —  | —  | —  |
|             | Minnesota North Stars   | NHL         | 3   | 1   | 2   | 3   | 2   | —  | —  | —  | —  | —  |
|             | Kalamazoo Wings         | IHL         | 6   | 1   | 8   | 9   | 4   | 12 | 3  | 9  | 12 | 12 |
| 1992–1993   | Kalamazoo WIngs         | IHL         | 61  | 17  | 39  | 56  | 59  | —  | —  | —  | —  | —  |
| 1993–1994   | San Jose Sharks         | NHL         | 11  | 2   | 2   | 4   | 6   | —  | —  | —  | —  | —  |
|             | Kansas City Blades      | IHL         | 71  | 38  | 54  | 92  | 51  | —  | —  | —  | —  | —  |
| 1994–1995   | New York Islanders      | NHL         | 8   | 0   | 1   | 1   | 0   | —  | —  | —  | —  | —  |
|             | Denver Grizzlies        | IHL         | 71  | 46  | 60  | 106 | 54  | 17 | 15 | 14 | 29 | 8  |
| 1995–1996   | Chicago Blackhawks      | NHL         | 10  | 1   | 4   | 5   | 2   | —  | —  | —  | —  | —  |
|             | Indianapolis Ice        | IHL         | 73  | 32  | 59  | 91  | 46  | 5  | 2  | 6  | 8  | 2  |
| 1996–1997   | Chicago Wolves          | IHL         | 43  | 11  | 41  | 52  | 32  | —  | —  | —  | —  | —  |
|             | Indianapolis Ice        | IHL         | 37  | 17  | 24  | 41  | 18  | 4  | 2  | 2  | 4  | 2  |
| 1997–1998   | New York Islanders      | NHL         | 9   | 1   | 3   | 4   | 2   | —  | —  | —  | —  | —  |
|             | Utah Grizzlies          | IHL         | 72  | 38  | 59  | 97  | 30  | 4  | 3  | 2  | 5  | 10 |
| 1998–1999   | Pittsburgh Penguins     | NHL         | 77  | 19  | 23  | 42  | 22  | 13 | 2  | 7  | 9  | 19 |
| 1999–2000   | Pittsburgh Penguins     | NHL         | 44  | 4   | 15  | 19  | 10  | —  | —  | —  | —  | —  |
|             | Mighty Ducks of Anaheim | NHL         | 30  | 6   | 17  | 23  | 4   | —  | —  | —  | —  | —  |
| 2000–2001   | Pittsburgh Penguins     | NHL         | 33  | 3   | 8   | 11  | 66  | —  | —  | —  | —  | —  |
|             | Grand Rapids Griffins   | IHL         | 34  | 16  | 19  | 35  | 12  | 10 | 5  | 8  | 13 | 2  |
| 2001–2002   | New York Islanders      | NHL         | 37  | 7   | 17  | 24  | 6   | 7  | 4  | 2  | 6  | 2  |
|             | Grand Rapids Griffins   | AHL         | 41  | 21  | 35  | 56  | 27  | —  | —  | —  | —  | —  |
| 2002–2003   | Washington Capitals     | NHL         | 72  | 12  | 38  | 50  | 18  | 5  | 0  | 2  | 2  | 2  |
| 2003–2004   | Washington Capitals     | NHL         | 66  | 9   | 22  | 31  | 8   | —  | —  | —  | —  | —  |
| 2004–2005   | Grand Rapids Griffins   | AHL         | 50  | 13  | 32  | 45  | 17  | —  | —  | —  | —  | —  |
| 2005–2006   | Chicago Wolves          | AHL         | 67  | 19  | 40  | 59  | 48  | —  | —  | —  | —  | —  |
| 2006–2007   | Grand Rapids Griffins   | AHL         | 78  | 25  | 47  | 72  | 48  | 7  | 0  | 5  | 5  | 12 |
| NHL totalt  | NHL totalt              | NHL totalt  | 449 | 74  | 165 | 239 | 105 | 25 | 6  | 11 | 17 | 23 |
| AHL totalt  | AHL totalt              | AHL totalt  | 326 | 123 | 204 | 327 | 188 | 7  | 0  | 5  | 5  | 12 |
| IHL totalt  | IHL totalt              | IHL totalt  | 468 | 216 | 363 | 579 | 306 | 52 | 30 | 41 | 71 | 36 |
| NCAA totalt | NCAA totalt             | NCAA totalt | 176 | 118 | 143 | 261 | 299 | —  | —  | —  | —  | —  |